# ایلهان
ایلهان (به فرانسوی: Ailhon) یک کمون در فرانسه است که در Canton of Aubenas واقع شده‌است.

## خصوصیات
ایلهان ۷٫۸ کیلومترمربع مساحت و ۵۰۲ نفر جمعیت دارد و ۴۰۶ متر بالاتر از سطح دریا واقع شده‌است.